# Kearney (Nebraska)
Kearney je město ve Spojených státech amerických. Nachází se v okrese Buffalo County, jehož je zároveň správním městem, ve státě Nebraska. Ve městě žije  obyvatel a jeho rozloha činí . Je pátým nejlidnatějším městem v Nebrasce. Své sídlo zde má vysoká škola University of Nebraska at Kearney. Městem prochází silnice Nebraska Highway 44. Východně od města leží Regionální letiště Kearney.

## Rodáci
- Kermit Driscoll (* 1956) – americký hudebník
- Stephen R. Lawhead (* 1950) – americký spisovatel

## Partnerská města
- Opava, Česko